# Mycetobia gemella
Mycetobia gemella is een muggensoort uit de familie van de venstermuggen (Anisopodidae). De wetenschappelijke naam van de soort is voor het eerst geldig gepubliceerd in 1968 door Mamaev.